# 78756 Sloan
78756 Sloan este un asteroid din centura principală de asteroizi.

## Descriere
78756 Sloan este un asteroid din centura principală de asteroizi. A fost descoperit pe 10 octombrie 2002 la Apache Point Observatory în cadrul programului Sloan Digital Sky Survey. Asteroidul prezintă o orbită caracterizată de o semiaxă mare de 3,08 ua, o excentricitate de 0,01 și o înclinație de 9,9° în raport cu ecliptica.